# Vacanze nel deserto
Vacanze nel deserto (The Book of Skulls) è un romanzo di fantascienza dello scrittore statunitense Robert Silverberg pubblicato nel 1972, noto anche con il titolo Il libro dei teschi.
L'opera, seppure comunemente classificata come fantascienza, in realtà non tratta affatto temi appartenenti a tale filone e può essere accomunata più agevolmente al genere dark fantasy o al "mainstream fantastico".

## Storia editoriale
Il romanzo è stato pubblicato per la prima volta negli Stati Uniti nel 1972. e nell'anno seguente è stato candidato al Premio Hugo, al Premio Nebula, classificandosi al secondo posto al Premio Locus per il miglior romanzo.
In Italia è stato pubblicato per la prima volta nel 1975 con il titolo Vacanze nel deserto e ripubblicato nel 1991. Nel 2004 è stato ritradotto e pubblicato con un nuovo titolo fedele a quello originale inglese: Il libro dei teschi.

## Trama
(Robert Silverberg, Vacanze nel deserto)
Il giovane Eli è un promettente studente di lingue antiche. Nella nutrita biblioteca della sua università scopre un antico manoscritto catalano, Il libro dei teschi. Traducendo il testo apprende l'esistenza della "Confraternita dei teschi", una misteriosa setta che nel corso dei millenni si è dedicata con successo alla conquista dell'immortalità. Per essere ammessi nella confraternita è necessario superare alcune prove e un lungo percorso di iniziazione durante il quale per ogni gruppo di quattro aspiranti, solo due otterranno la vita eterna, mentre uno di loro sarà ucciso dai compagni e un altro si suiciderà. Eli è convinto che la Confraternita dei teschi si sia stabilita nel deserto dell'Arizona e convince altri tre compagni dell'università a partire con lui in un lungo viaggio in auto verso l'Ovest approfittano delle vacanze di Pasqua: Ned aspirante poeta cinico e omosessuale, Timothy ricco e viziato, Oliver introverso e caratteriale di origini contadine. Attraverso i racconti dei quattro ragazzi, narrati alternativamente in prima persona, saranno disvelati indicibli segreti che li hanno coinvolti, i loro pensieri, le loro storie, le loro paure e orientamenti sessuali.
Lungo la strada i quattro hanno incontri con altri ragazzi e avventure amorose ma non si lasciano fuorviare dall'obiettivo finale, nonostante siano coscienti che almeno due di loro non sopravviveranno. Giunti in Arizona prendono contatto con la confraternita, composta da frati dall'età imprecisabile e da alcuni famigli di sesso femminile. Una volta ammessi nella setta non è possibile uscirne e qualora uno dei quattro fugga, i restanti verranno uccisi. I frati confermano che solo due di loro avranno in dono l'immortalità mentre altri due moriranno durante la permanenza. I ragazzi accettano comunque le regole e decidono di rimanere, pur avendo la possibilità di abbandonare subito la confraternita senza conseguenze. Le pratiche di iniziazione si protraggono per molti mesi e comprendono attività fisiche, sessuali e psichiche intervallate da sedute di autocritica nelle quali ciascuno dei quattro deve confessare a un compagno un proprio oscuro segreto: Ned è stato la causa del suicidio di una coppia di uomini, entrambi innamorati del giovane, Timoty ha stuprato la sorella, Eli è stato giudicato un genio e ammesso all'elitaria università grazie a un lavoro plagiato di cui si era attribuito la paternità e Oliver, omofobo e ipersessuale, è in realtà omosessuale, segnato da esperienze avute nel passato. Timoty stanco del lungo soggiorno e delle procedure di formazione, tenta la fuga e viene ucciso da Eli mentre Oliver, incapace di accettare la propria disvelata omosessualità, dopo un intenso rapporto sessuale con Ned si uccide. Solo Ned ed Eli sopravvivono all'iniziazione rimanendo da immortali nella confraternita.

## Personaggi
Eli SteinfeldVentenne, originario di New York, studente di lingue antiche, si è imbattuto in un vecchio manoscritto, Il libro dei teschi, dal quale apprende l'esistenza di un'antichissima setta in possesso del segreto dell'immortalità.
NedVentenne di Boston di origini irlandesi. Omosessuale con velleità poetiche, affascinato dai poeti decadenti.
Timothy WinchesterVentiduenne, rampollo di una ricca famiglia, senza qualità ma con grandi disponibilità finanziarie e fascino.
Oliver MarshallVentunenne, di origini contadine è determinato a liberarsi delle sue umili origini arrampicandosi sulla scala sociale. Omofobo scoprirà di essere omosessuale.
Mickey BernsteinUna ragazza conosciuta da Eli durante il viaggio e della quale si innamora ricambiato. Vorrebbe portarla in Arizona con loro ma i compagni rifiutano fermamente. I due ragazzi non si rivedranno mai più.
Fra AntonoUno dei membri della confraternita dei teschi, il primo ad accogliere il gruppo dei quattro ragazzi nel rifugio in Arizona.
Fra BernardoUno dei monaci addetto alla preparazione dei ragazzi per la loro iniziazione.

## Edizioni
- Robert Silverberg, The Book of Skulls, New York, Charles Scribner's Sons, 1972.
- Robert Silverberg, Vacanze nel deserto, traduzione di Gabriele Tamburini, collana Andromeda n° 18, Dall'Oglio, 1975,  p. 242.
- Robert Silverberg, Vacanze nel deserto, traduzione di Gabriele Tamburini, collana Urania Classici n° 172, Arnoldo Mondadori Editore, 1991,  p. 221.
- Robert Silverberg, Il libro dei teschi, traduzione di Marco Pittoni, collana Le Strade n° 85, Fazi Editore, 2004.